# 南京市博物馆

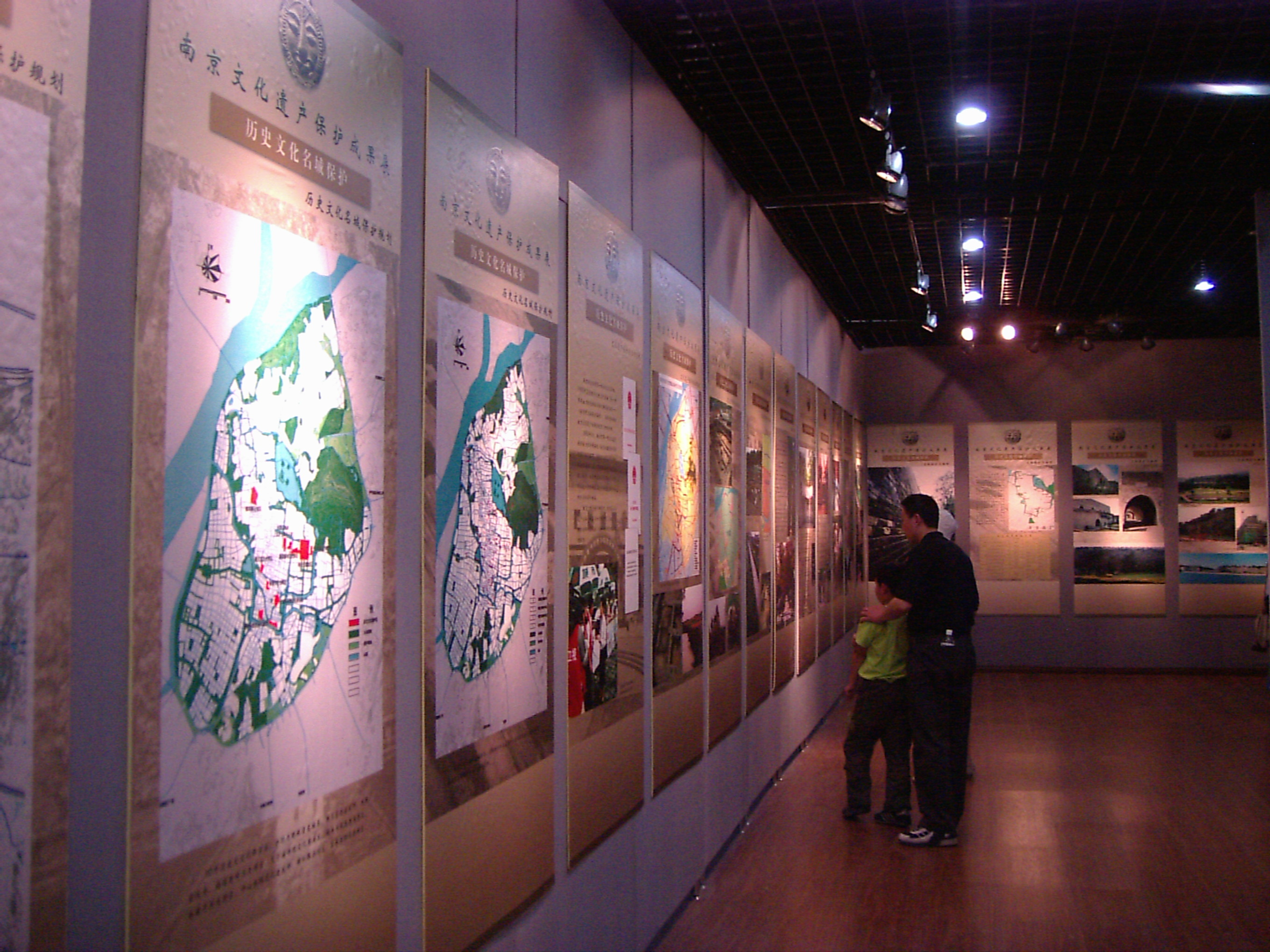
南京市博物馆馆内陈列

南京市博物馆位于江苏省南京市秦淮区冶山朝天宫，是以南京地方历史文化为主题的综合性历史艺术类博物馆，国家一级博物馆。该馆1978年正式成立，前身是南京市文物保管委员会。

## 馆藏与陈列
南京市博物馆馆藏文物10万件，年代从史前时代一直延续到民国年间。
馆藏文物珍品包括：南京直立人头骨化石、青釉羽人纹盘口壶、青瓷莲花尊、王谢家族墓志、萧何月下追韩信梅瓶、镶金托云龙纹玉带、渔翁戏荷琥珀杯、七宝阿育王塔等。
南京市博物馆馆有《六朝风采》、《明都南京》、《龙蟠虎踞——南京历史文化陈列》、《藏龙卧虎——年考古成果展》、《龙吟虎啸——馆藏珍品展》、《宝船·西洋·郑和》等数十个展览陈列。
其中《六朝风采》展览是第一届“全国十大精品陈列”之一，《龙蟠虎踞——南京历史文化陈列》获得第七届“全国十大精品陈列”提名。

## 考古与文物研究
南京市博物馆负责南京地区地下墓葬、遗址的考古发掘与调查。
在汤山溶洞发掘出土的南京直立人化石是在南京地区发现的最早的人类遗迹，被评为1994年度全国十大考古发现、“九五”期间全国十大考古发现。
象山六朝家族墓地的考古发掘获得了六朝世家墓葬规制与习俗的珍贵资料，被评为1998年度全国十大考古发现。
在高淳薛城遗址发掘出土了大批新石器时代文物，是北阴阳营遗址考古发现后，在南京地区又一处新石器时代聚落遗址，被提名为1997年度全国十大考古发现。
在金陵长干寺地宫发掘出土佛祖顶骨舍利和七宝阿育王塔，引起世界佛教界轰动。